# Pontia sisymbrii
Pontia sisymbrii is een vlindersoort uit de familie van de Pieridae (witjes), onderfamilie Pierinae.
Pontia sisymbrii werd in 1852 beschreven door Boisduval.